# Francisco de Orellana
Pour les articles homonymes, voir Orellana.
Francisco de Orellana, né à Trujillo (Estrémadure, Espagne) à une date inconnue mais qui se situe vraisemblablement entre 1490 et 1511 et mort en 1545 en Amazonie, est un navigateur et explorateur espagnol qui fut le premier à descendre l'Amazone depuis les Andes jusqu'à son embouchure, et qui lui donna son nom actuel.

## Biographie
Il sert très jeune au Nicaragua (dès 1527), puis participe à la conquête du Pérou avec Francisco Pizarro à partir de 1535. Là, il refonde Santiago de Guayaquil et en devient gouverneur.
Il part en février 1541 de Quito et rejoint Gonzalo Pizarro pour une expédition dans l'intérieur du continent vers l'Eldorado et La Canela, à la recherche de la cannelle qui valait alors en Europe plus cher au poids que l'or. Ils franchissent les Andes, et atteignent le río Napo, après avoir perdu 140 des 220 Espagnols et 3 000 des 4 000 Indiens de l'expédition. N'ayant découvert que des faux canneliers, Gonzalo Pizarro fait brûler et dévorer par ses chiens ses guides indiens. Ils se séparent le 22 février 1542 : Pizarro retourne à Quito, mais Orellana continue. 
Il fait construire d'abord le San Pedro, un petit brigantin, pour transporter les malades et les blessés, puis change d'idée, et fait construire un autre brigantin, le Victoria, avec lequel il  entame la descente de la rivière, avec 57 hommes. Effectuant un voyage des plus risqués, Orellana parvient à partir du  Río Napo à  la rivière Trinidad et l'Amazone, dont il découvre l'embouchure après 4 800 km de parcours. Ils s'y arrêtent (île de Marajó) pour réparer, et rejoignent Nueva Cádiz sur l'île de Cubagua le 11 septembre 1542.

Itinéraire du voyage (1541-1542) (carte interactive).

## Émissaire de Charles Quint
Il reçoit des lettres patentes de Charles Quint pour établir des colonies à l'embouchure du fleuve le 18 février 1544. Il épouse une jeune fille pauvre, Ana de Ayala, et repart le 11 mai 1545 avec trois vaisseaux. Il en perd un au cours de la traversée, et abandonne l'autre en arrivant. Il meurt d'une flèche empoisonnée lors d'un combat avec les Indiens Caraïbes. Les rares survivants, dont sa femme, furent secourus par l'équipage du troisième navire, arrivé en retard. Lope de Aguirre prit le commandement. La plupart des survivants s'installèrent en Amérique.
Une province de l'Équateur porte son nom aujourd'hui.

## El Dorado
Son expédition sur l'Amazone est à l'origine du nom du fleuve et de la légende de l'El Dorado. Le père Gaspar de Carvajal, missionnaire à Lima (et frère de Francisco de Carvajal, compagnon de Francisco Pizarro), chroniqueur de Orellana, rapporta qu'ils avaient été attaqués, le 24 juin 1542, par de farouches guerrières : il est possible toutefois que ces ennemis fussent des Amérindiens portant les cheveux longs. C'est ainsi que l'Amazone reçut le nom qui lui est resté (originellement rio de las Amazonas, « rivière des Amazones »).